# Tordelpalo

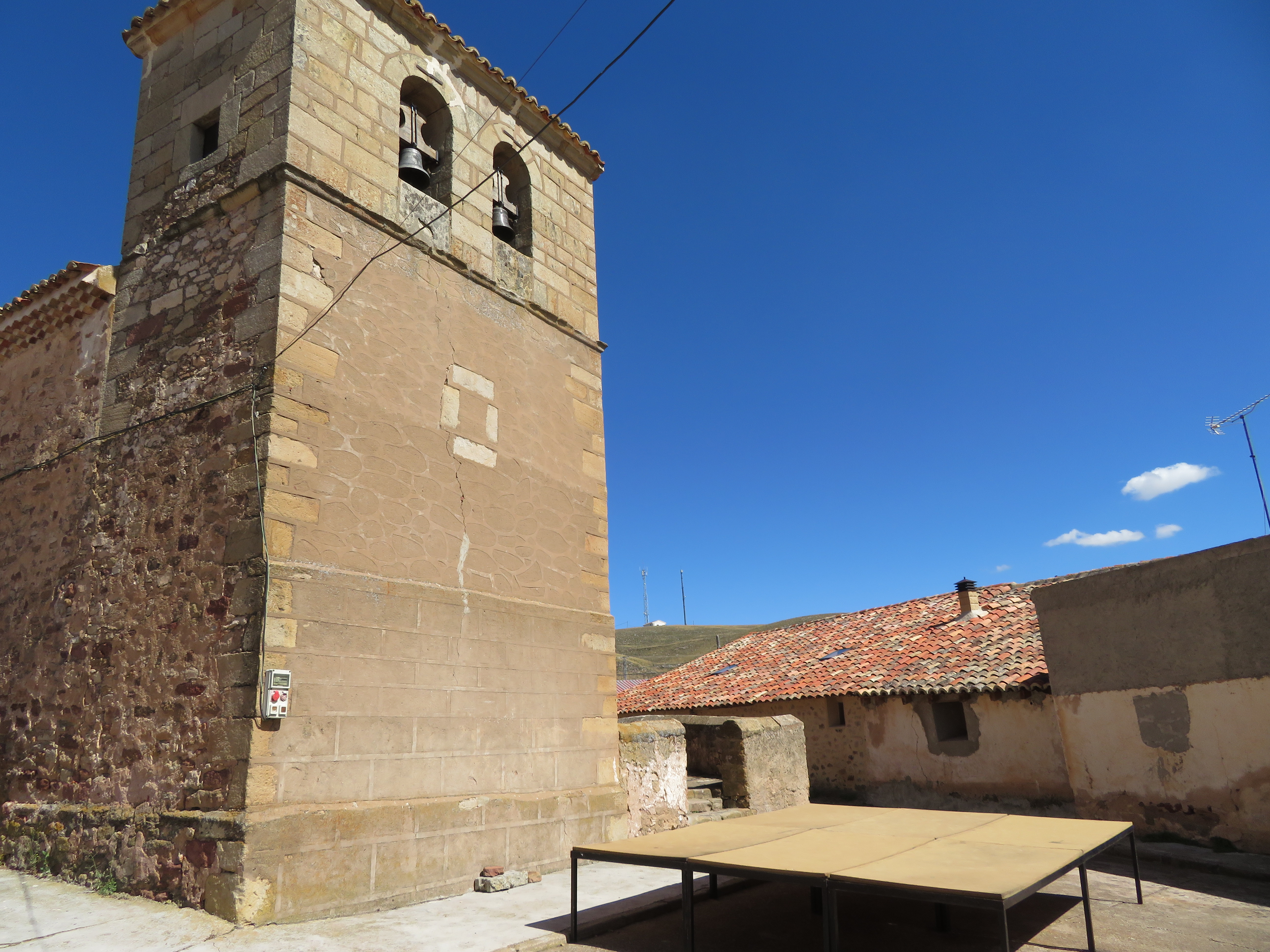
Torre-campanario de Tordelpalo

Tordelpalo es una localidad española del municipio de Molina de Aragón, perteneciente a la provincia de Guadalajara, en la comunidad autónoma de Castilla-La Mancha.

## Historia
En el siglo XIV formaba una sola feligresía junto con Pradilla y Chera, de las que le separa el río Gallo. En el siglo XIX se anexionó a Anchuela del Pedregal, con la que linda al norte, y a finales del siglo XX se unieron como pedanías de Molina de Aragón, del que dista 8 km. 
A mediados del siglo XIX, el lugar tenía contabilizada una población de 69 habitantes. Aparece descrio en el decimoquinto volumen del Diccionario geográfico-estadístico-histórico de España y sus posesiones de Ultramar de Pascual Madoz de la siguiente manera:

TORDELPALO: l. del distr. municipal de Anchuela en la prov. de Guadalajara (24 leg.), part. jud. de Molina (1 1/2), aud. terr. de Madrid (34), c. g. de Castilla la Nueva, dióc. de Sigüenza (14): sit. en un pequeño cerro, con buena ventilacion y saludable clima; tiene 26 casas; la consistorial, y una igl. parr., matriz de las de Castellar y Anchuela, servida por un cura, un ecónomo y un sacristan: confina el térm. con los de Cubillejo de la Sierra, Anchuela, Aldehuela, Prados y Chera; el terreno fertilizado en parte por el r. Gallo, es de mediana calidad; comprende buenos trozos de monte, marojos y otros arbustos. caminos: los que dirigen á los pueblos limítrofes: correo, se recibe y despacha en la cab. del part. prod.: trigo, cebada, centeno, avena, garbanzos guisantes y otras legumbres, patatas, leñas de combustible y buenos pastos con los que se mantiene ganado lanar, cabrío, mular y vacuno. ind.: la agrícola y recriacion de ganados. pobl.: 20 vec., 69 alm. cap. prod.: 560,000. rs. imp.: 28,350. contr.: 1,634.
(Madoz, 1849, p. 25)

## Patrimonio

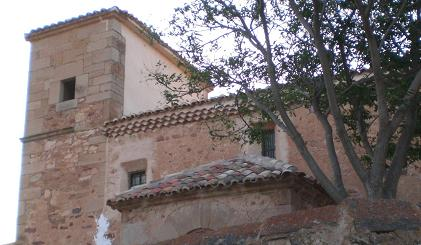
Iglesia de Tordelpalo

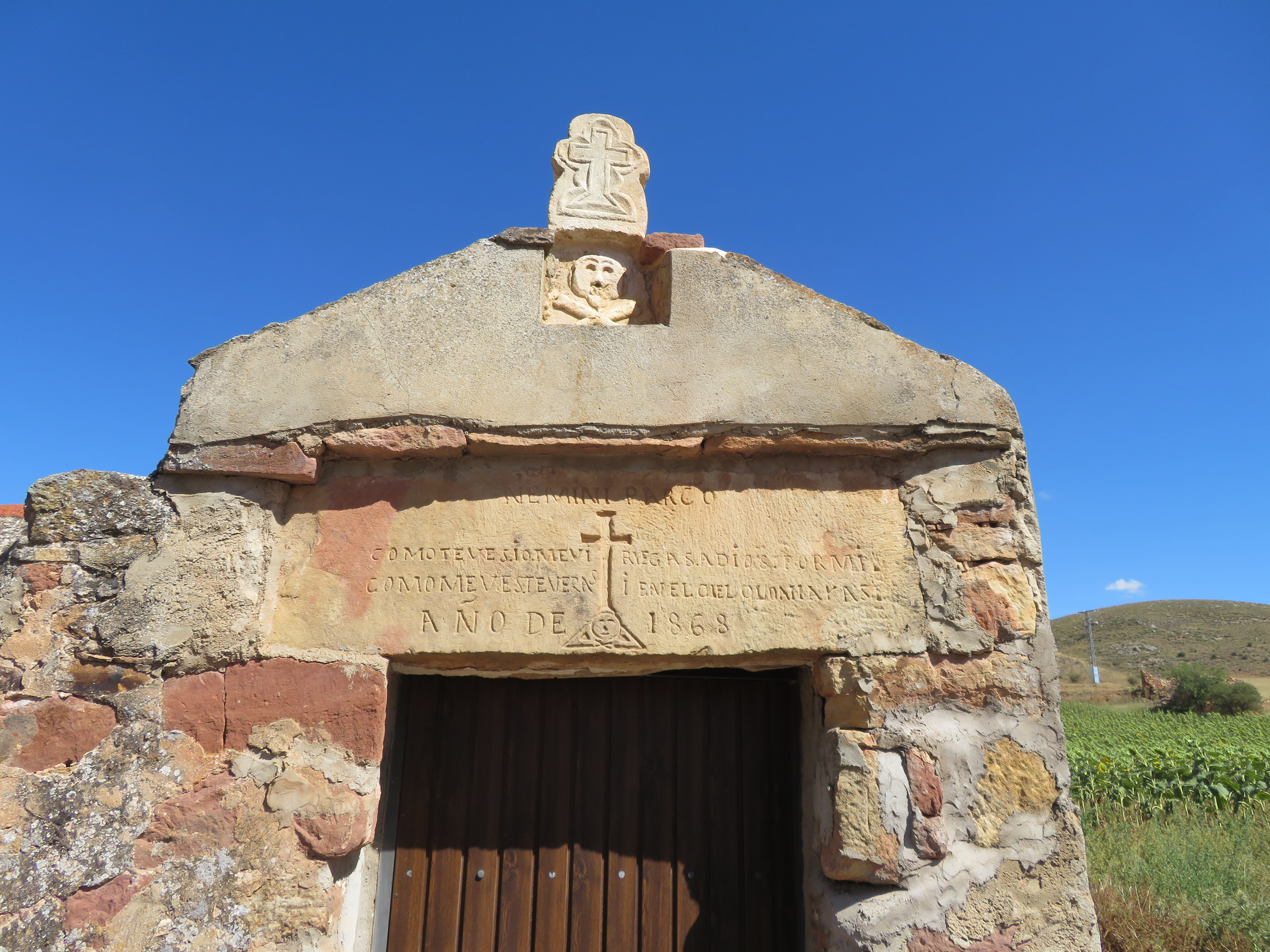
Cementerio de Tordelpalo, data 1868.

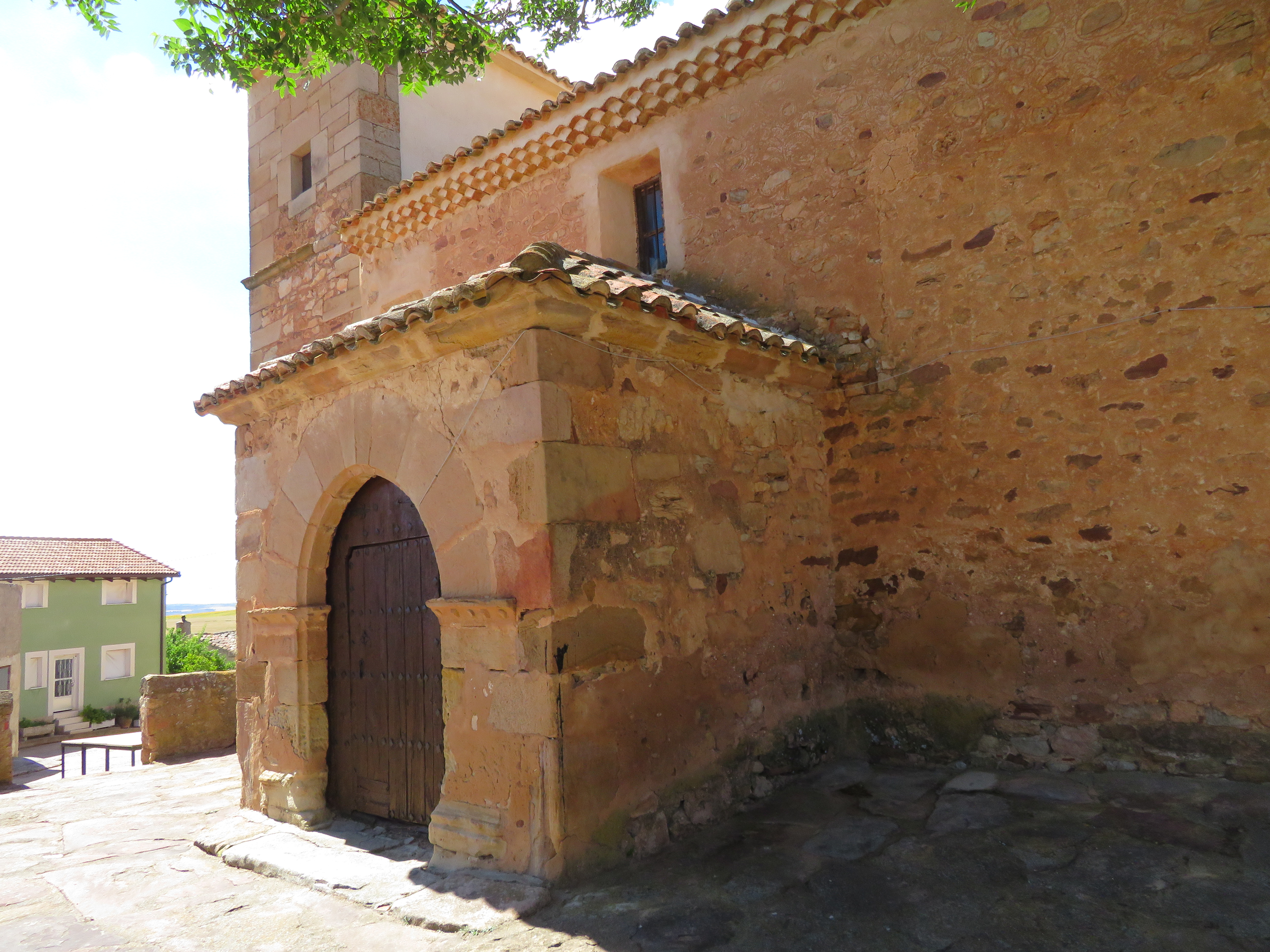
Iglesia Católica de Nuestra Señora de la Asunción

Su patrimonio lo forman la iglesia del siglo XVIII que conserva portada del siglo XVI, el edificio del ayuntamiento, la fuente de principios del siglo XX, y su cementerio a la entrada del pueblo, con portal del siglo XIX con citas e imágenes curiosas.

## Demografía

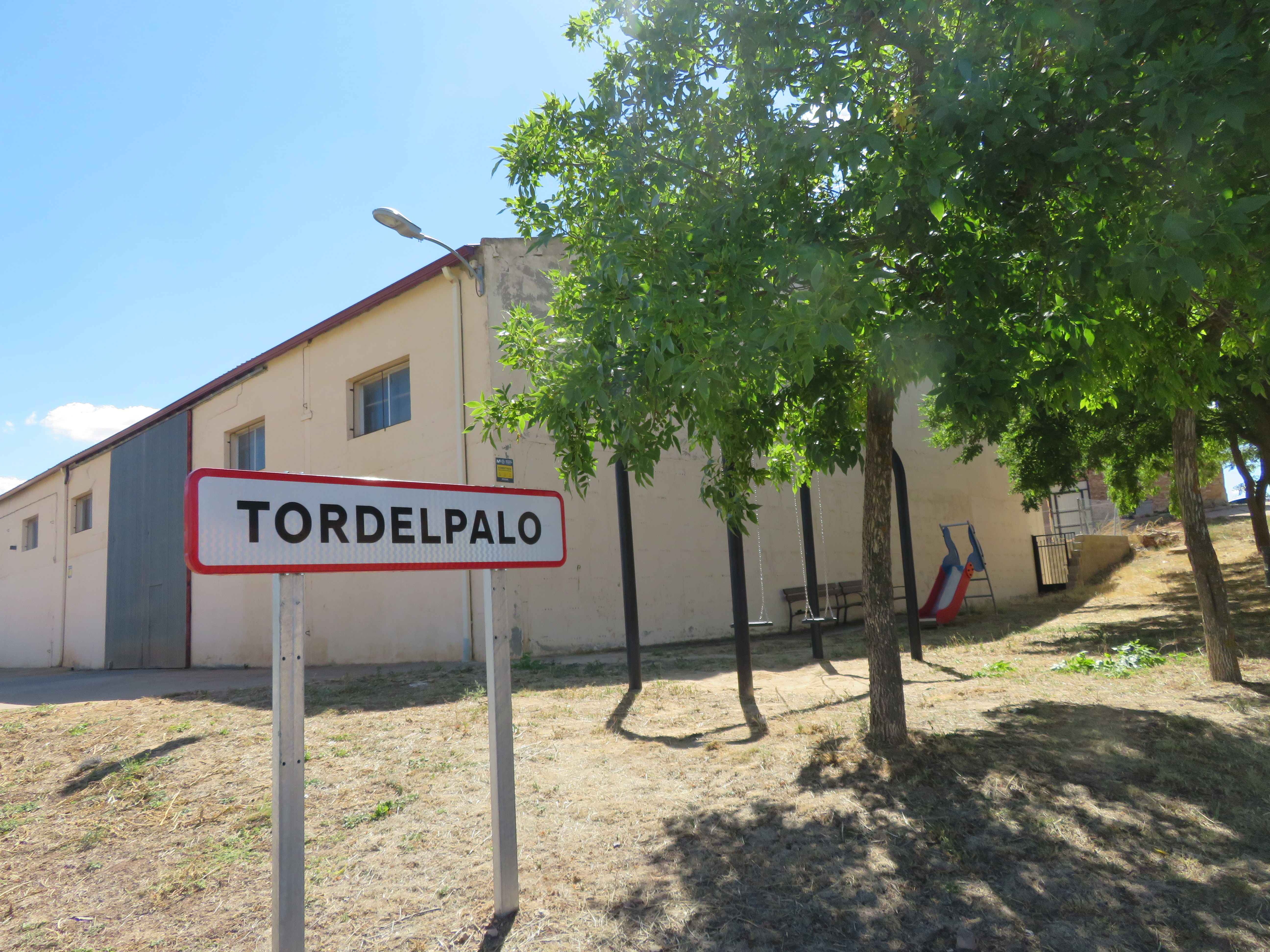
Señal a la entrada de Tordelpalo

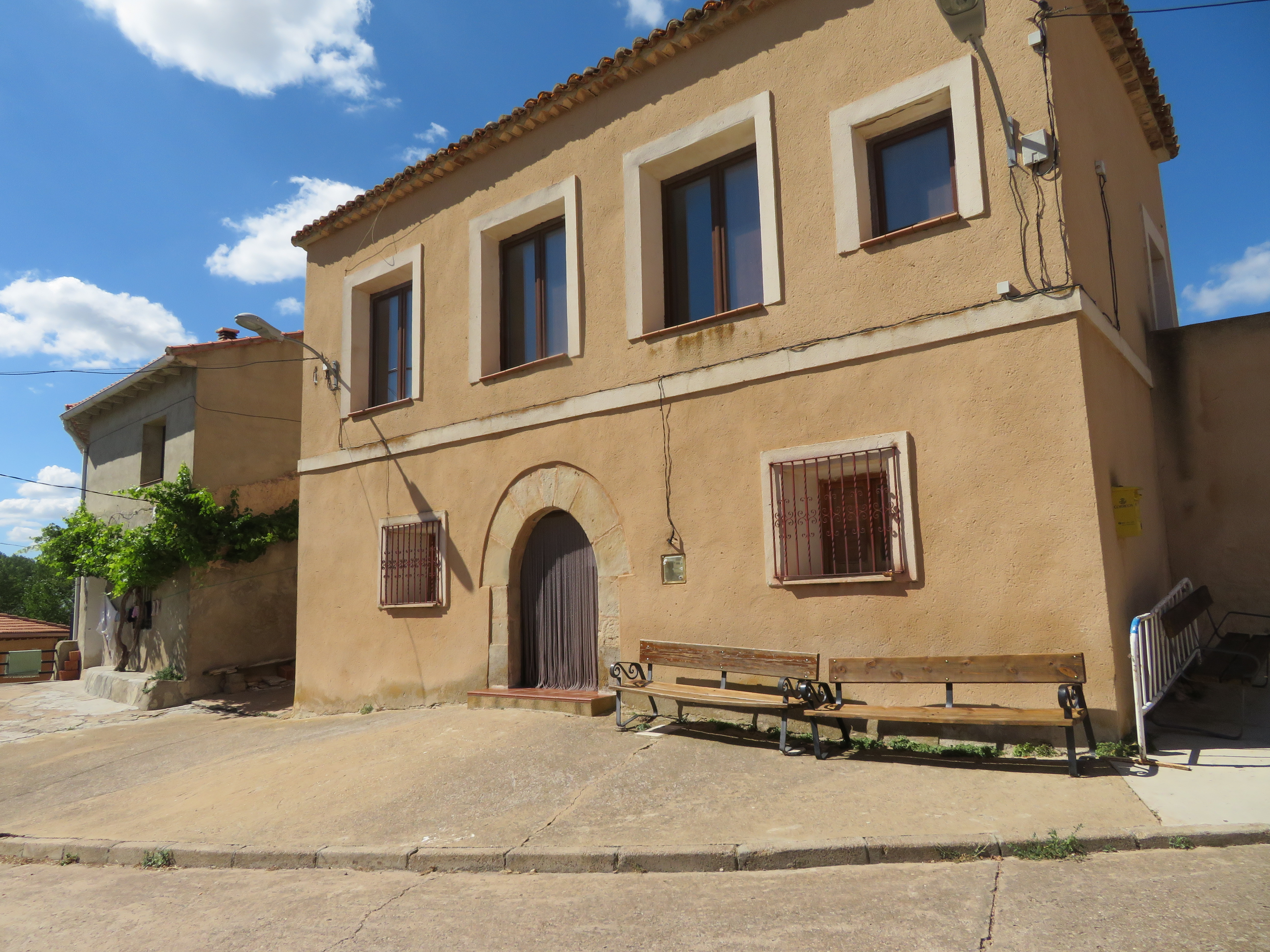
Tordelpalo

La población en el censo de 2021 era de 9 habitantes, manteniéndose prácticamente estancada.

## Economía

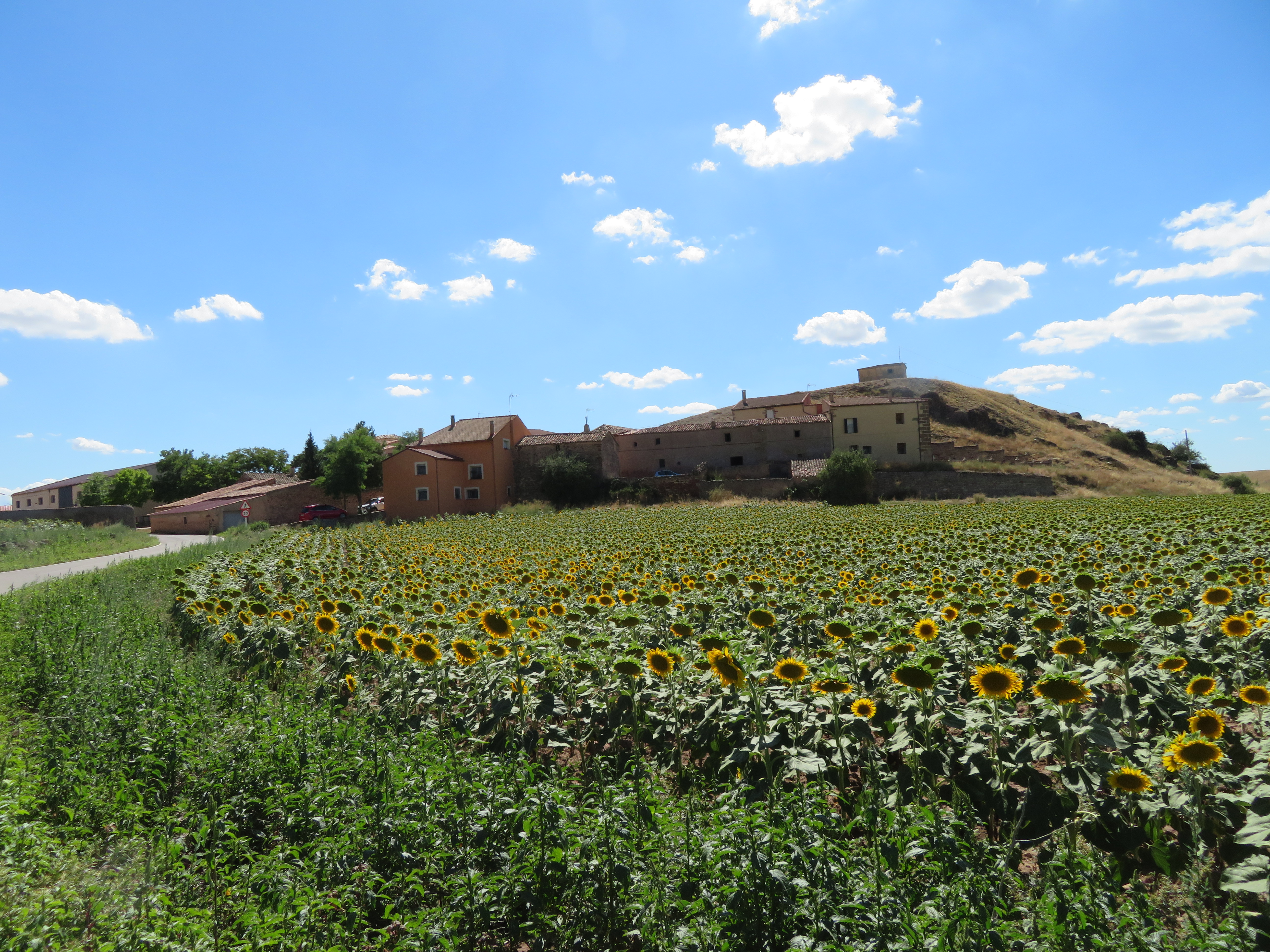
Plantación de Girasol rodeando Tordelpalo

La agricultura consiste básicamente en el cultivo de cereales como el trigo la cebada y oleaginosas como el girasol ya que el término es de secano. La ganadería la forman varios rebaños de ovejas que pastan por las tierras de Tordelpalo y sus pueblos lindantes, pocas cabras y algunas gallinas para uso particular.